# 임수경
임수경(林琇卿, 1967년 11월 6일 ~ )은 대한민국의 정사회운동가이다. 1989년 대한민국 정부의 허가를 받지 않고, 민간통일운동으로 전국대학생대표자협의회 대표로 조선민주주의인민공화국 평양에서 개최된 제13차 세계청년학생축전에 참석했다. 한국전쟁으로 한반도 군사 분계선이 가로막힌 이후 공개적으로 휴전선을 걸어서 넘은 최초의 민간인으로 기록되었다. 대한민국 제19대 국회에서는 민주통합당 비례대표 국회의원이 되었다.

## 생애

### 학창 시절
임수경은 1967년 서울특별시에서 태어났다. 임수경은 진명여자고등학교를 졸업하고, 한국외국어대학교 왕산캠퍼스(용인) 불어학과에 입학한 후 전국대학생대표자협의회(전대협)에 가입하여 활동하는 등 사회운동에 관심을 가졌다.
대학교 4학년 재학 중이던 1989년에 조선민주주의인민공화국 평양에서 열린 제13차 세계청년학생축전 전국대학생대표자협의회 대표로 선발되었고, 전대협 측은 비밀리에 파견 계획을 세웠다. 임수경은 서울을 떠나 출국하였는데, 출국 당시 행선지를 일본으로, 출국 목적을 관광으로 밝혔다. 그러다가 동독 동베를린을 거쳐 북한에 들어갔다. 그가 허가를 받지 않고 북한에 들어갔다는 사실이 뒤늦게 밝혀지면서 한국에서 큰 논란의 대상이 되었다. 그는 천주교 신자 보호를 위해 천주교 정의구현전국사제단에서 '평양 장충성당 축성 10주년 기념미사 봉헌'의 명목으로 공식 파견한 문규현 신부와 함께 판문점을 통해 걸어서 한국으로 귀환하였고, 동시에 국가보안법 위반 혐의로 체포되었다. 임수경은 재판에서 지령수수 문제와 관련하여 평양축전 참가가 반동적 통일논의를 배격하고 대중을 의식화시키는
과정으로 활용함으로써 반미투쟁과 대정부 투쟁을 접목시키기 위한 것이었음을 피고인이 검찰조사 과정에서 시인한 사실에 비추어 판문점을 통해 들어온 것도 북한의 통일정책에 따른 반미 반정부투쟁을 계속하라는 지령에 따른 것이라면서 체포 중에 북한당국자 학생들을 만나 격려를 받고 조선학생위원회 간부들로부터 공동선언문 실천을 위해 투쟁하라는 등의 말을 들은 사실이 지령수수를 명백히 입증하는 것이고 전대협 등 남한 학생운동 동향 등을 말한 사실이 군사상 이익공여죄를 인정한 것은 당연하다며 징역 5년을 선고받고 복역 중 1992년 12월에 가석방으로 풀려났다.

### 사회 활동
1992년 12월, 가석방으로 풀려 난 이후, 1999년 김대중정권때 복권되었다. 같은 해 8월에 한국외국어대학교를 뒤늦게 졸업했고, 이후 서강대학교 대학원을 거쳐 미국 코넬 대학교 동아시아연구소에서 공부했다.
임수경은 그 후  사회운동가로 활동하면서 몇몇 대학에서 강의를 했으며,  이후 오스트리아 빈 평화대학원 등에서 공부를 했다. 2011년 4월 5일 함세웅, 고은, 윤민석 등과 함께 미 문화원 방화사건을 일으킨 '김은숙을 위한 작은 음악회'를 열었다.

### 정치 활동
2012년 5월 민주통합당의 비례대표가 되어 제19대 국회의원이 된다. 오마이뉴스와 인터뷰하면서 직접 정치를 해야겠다고 생각한 계기를 묻는 질문에 "(탈북자인) 황장엽 북한 노동당 비서가 사망했을 당시 나는 민주당에 쫓아가 대표 면담을 제의했다. 국립묘지 안장 반대 논평을 왜 안 내느냐고, 정말 국민의 한 사람으로서 묻고 싶었다." 라며 탈북자인 황장엽씨가 국립묘지에 묻히는 것을 보고 이에 반대하기 위해 직접 정치를 생각하게 되었다고 발언했다.
2012년 8월 23일 경비업법 일부 개정법률안 대표발의(임수경의원등 52명)했다.

## 세계청년학생축전 참가사건
1989년 3월 20일 소설가 황석영이 평양에 들어간 닷새뒤, 기독교 장로회 목사 문익환은 전국민족민주운동연합 상임고문 자격으로 북한 조국평화통일위원회 초청을 받고 1989년 3월 25일 대한민국 정부에 통보를 하고 북한에 방북했으나, 정부는 인정하지 않은 김일성과 두차례 회담하여 7·4 남북 공동 성명의 통일 3대원칙을 재확인하는 공동성명을 발표하였다.
이 때 전대협은 평양에서 열린 세계청년학생 축전에 임수경을 대표로 보냈다. 임수경은 북한의 청년들과 통일 문제를 협의하였다. 이를 지지하고 임수경을 보호한다는 명분으로 천주교 정의 구현 사제단은 문규현 신부를 북한에 파견하였다.
임수경이 행했던 행동과 옷차림이 유행하여 금지되었던 반팔 티셔츠가 다시 허용되는 등 북한 주민들에게 큰 충격을 주었다.
귀국길에 있어서도 제3국을 통하지 않고 북조선과 당국과 유엔사령부의 만류에도 불구하고, 문규현 신부의 손을 잡고 판문점을 통하여 귀국했다.
1990년 8월 15일 조선민주주의인민공화국에서 조국통일상을 수여하였다. 김일성종합대학은 10월 12일 열린 제43회 대학 졸업식에서 명예학생으로 등록된 임수경에게 졸업증을 수여했다. 박관오 총장이 수여하고 외국 졸업증은 명예졸업증이 아닌 정규졸업증이었다.

### 일정
- 1989년 6월 30일 평양 도착
- 1989년 8월 15일 오후 2시 22분 문규현 신부와 함께 휴전선을 건너 대한민국으로 돌아 옴
- 1989년 8월 15일 안기부에 구속

- 1990년 6월 11일 징역 5년, 자격정지 5년 선고 (국가보안법상의 탈출과 잠입, 회합, 고무 찬양, 금품 수수 등 13가지 죄목으로 유죄판결) : 재판장 송재헌
- 1992년 12월 24일 3년 5개월 옥살이 후 가석방
- 1999년 3월 1일 사면 복권
- 2001년 8월 15일 대한민국 정부의 공식적인 허락을 받아 평양에서 열린 '민족통일대축전'에 참석

## 논란

### 자녀 익사와 악성 댓글
2005년에 필리핀에서 어학연수 중이던 초등학생 외아들이 현지에서 사고로 익사하는 사건이 있었다. 이 사건이 보도되면서 임수경의 방북 전력과 관련하여 악성 댓글이 달렸다. 이에 임수경은 댓글을 단 네티즌을 고소하였고, 이들은 벌금형을 선고받았다.

### 탈북 대학생에 대한 폭언
2012년 6월 한 술좌석에서 탈북자 백요셉(28·한국외대)씨와 북한 민주화 운동을 하고 있는 새누리당 하태경 의원 등을 '변절자'라고 비하한 것이 논란이 일었다.
야, 너 아무것도 모르면서 까불지 마라. 어디 근본도 없는 탈북자 ××들이 굴러 와서 대한민국 국회의원한테 개겨? 너 그 하태경 하고 북한 인권인지 하는 이상한 짓 하고 있다지? 하태경 그 변절자 ×× 내 손으로 죽여버릴 거야. 하태경 그 개××, 진짜 변절자 ××야. 개념 없는 탈북자 ××들이 어디 대한민국 국회의원한테 개기는 거야. 대한민국 왔으면 입 닥치고 조용히 살아. 이 변절자 ××들아. 너 몸 조심해.

라고 발언했다.
백씨는 이 발언이 나오게 된 경위가 자신과 임 의원이 함께 찍은 사진 때문이었다고 당시 상황을 전했다. 백씨는 사건 당일 식당에서 자신의 휴대전화 카메라로 임 의원과 함께 찍은 사진을 식당 종업원이 지우자 항의했다. 백씨가 항의하자, 임 의원은 ‘보좌관들이 나에게 사소한 피해가 갈까 봐 신경 쓴 것이니 이해하라’고 말했다고 한다. 임 의원 보좌관들이 식당 종업원을 시켜 사진을 지우도록 했다는 설명이다.
이에 백씨는 “나는 바로 (상황을) 이해하고 농담으로 ‘이럴 때 우리 북한에서는 어떻게 하는지 아시죠? 바로 총살입니다. 어디 수령님이 명하지 않은 것을 마음대로 합니까’라고 농담을 던졌다”고 전했다. 이 말을 들은 임 의원이 “야, 너 누구야”라고 묻자, 백씨는 “선배님 우리 작년에 <백지연의 끝장토론>에서 직접 이야기했었잖아요. 전 탈북 대학생으로 나왔었는데요?”라고 답했다고 한다. 두 사람은 한 텔레비전 프로그램에서 서로 다른 위치에서 토론한 바 있다는 것이다.(중략)
백씨는 “(임 의원은) 위와 같은 폭언들을 연속했다”며 “바로 녹취했다”고 밝혔다.
탈북자 단체는 이에 대해, "북한에서 자유를 찾아 내려온 대한민국 국민인 탈북자를 변절자라고 하는 것은 심각한 모욕", "탈북자가 변절자라면 임수경은 종북주의자"라며 "이번 사건은 2만4000명의 입국 탈북자와, 중국과 제3국에서 생명의 위협을 안고 사는 10만 탈북자에 대한 모독"이라고 항의했다.
임수경은 이후, 기자회견을 통해 "한 청년이 보좌관에게 '북한에서 총살감'이라고 한 발언에 감정이 격해져 나온 발언이었다"고 해명하고, "변절자라는 표현 역시 학생운동, 통일운동 한 하태경 의원에 대한 표현이었을 뿐 탈북자에게 한 말이 아니었다", "자신의 불찰이며, 부적절한 발언으로 상처받은 분들께 사과드린다"라고 밝혔다.
이 상황이 너무 심각해지자 더불어민주당에서는 결국 임수경을 출당시킬 수밖에 없게 되었고 임수경은 출당당했다.

### 우리민족끼리 리트윗 논란
이명박 정부를 비난하는 글을 주로 리트윗 하고 "일부러 국가보안법을 위반한다"는 트위터 글을 덧붙였다. 북한의 체제 선전사이트 '우리민족'에 올라온 남한 정부 비난글을 리트윗하면서 북한에 대신 사과 드린다고 썼다. 트위터상에서는 이런 임 의원의 활동을 "북한 대변인이냐" "섬뜩하고 황당하다"는 반응이 이어졌다. 새누리당 심재철 최고위원은 올해 초 임수경 의원이 북한의 인터넷매체 ‘우리민족끼리’가 운영하는 트위터 계정의 글 다수를 자신의 계정으로 리트위트한 것을 지적하며, “북한이 ‘리명박 패당’이라고 한 것을 새해 덕담이라고 칭찬하고, ‘이명박 역도의 망발…’이라는 북한의 문장을 일부러 리트위트하며 ‘고의 알티(리트위트)합니다. 국가보안법을 폐지하라’고 이야기를 한다”고 비판했다.
이에 임수경은 '우리민족끼리'의 글을 북한 체제를 풍자·조롱할 목적으로 리트위트했다는 이유로 박정근이 구속(국가보안법 위반)된 데 대한  국가보안법 폐지를 요구하는 일종의 불복종운동 성격의 퍼포먼스에 동참한 것이라고 주장했다.

### 김일성 아버지 보도 명예훼손 소송패소
임수경은 1989년 방북 때 김일성을 '아버지'로 불렀다고 보도한 조선일보 등 상대로 소송을 냈다. 그러나 서울중앙지법 민사합의25부는 11월 20일 임수경이 새누리당과 전광삼 당시 새누리당 수석부대변인, 조선일보 등 5명을 상대로낸 손해배상 청구소송에서 원고 패소 판결했다. 재판부는 "방북 당시 김일성을 아버지라고 부르지 않았다'는 점에 대한 임 의원 측의 입증이 부족하다"며 "탈북자단체들의 답변에 의하면 새누리당, 조선일보 등은 이 발언을 진실이라고 믿을 만한 상당한 이유가 있어 불법행위가 성립하지 않는다"고 밝혔다.

### 김일성 우상화, 반미주의
임수경은 안기부에서 조사를 받으면서 미국에 대한 시각, 북한사회를 보는 시각, 김일성에 대한 시각, 주사파에 대한 시각을 자필진술로 작성, 견해를 밝혔다. 그는 미국에 대해 '해방자, 구원자의 탈을쓰고 우리나라에 들어와 지금까지 우리의 영원한 우방국가처럼 존재하고 있으나 미국은 우리의 우방이 아니며 해방자, 구원자는 더더욱 아닌 우리의 침략자라고 생각한다."라고 밝혔다.
김일성에 대해 '일제시대 중국과 만주등지에서 활동하던 독립운동가중 한사람이며 일제에 반대하여 조국광복을 되찾고자 했던 조선독립군과  함께 일본제국주의에 저항하여 싸웠던 조선인민혁명군을 창건하였고 해방이후 지금까지 북한의 최고지도자"라고 말하며 "북한의 주민들은 그들 중심으로 단결, 생활하고 있으며 해방, 6.25 이후 거의 폐허가된 북의 지역을 새로이 건설하는데 있어서 또 지금의 생활을 유지, 발전시키는데 있어서 필요한 지도자"라고 생각하고 있다고 밝혔다.

### 신은미 & 황선 토크콘서트 깜짝 게스트 논란
북한 여행기를 펴낸 재미교포 신은미와 민주노동당 부대변인 출신인 황선의 토크콘서트에 임수경이 깜짝 게스트로 참가하여 논란이 생겼다.

## 학력
- 진명여자고등학교 졸업
- 1993년 한국외국어대학교 글로벌캠퍼스불어불문학 학사
- 1997년 서강대학교 대학원 언론정보학 석사
- 2002년 한국외국어대학교 대학원 신문방송학 박사과정 수료
- 한국방송대학교 법학과 졸업

## 수상
- 2009 ~ 2010년 성공회대학교 신문방송학과 외래교수 수상
- 1993년 4월; 혁명회 4월혁명상
- 1990년 한국여성단체협의회 올해의 여성상
- 1987년 한국외국어대학교 학보사 소설부문 외대문학상!

## 경력
- 월간 '해인' 객원기자
- KTV '통일로! 미래로!' 진행
- 방송통신위원회 남북방송교류추진위원회 위원
- 한국외국어대학교, 성공회대학교 언론학 강의
- 라디오21 '임수경의 원코리아' 진행
- 2009년 ~ 2010년 성공회대학교 신문방송학과 외래교수
- 2010년 노무현재단 상임운영위원
- 2012년 5월 30일 ~ 2016년 5월 29일 제19대 국회의원 (민주통합당 비례대표)

## 상훈
- 1993년 사월혁명회 사월혁명상
- 1990년 조선민주주의인민공화국 조국통일상
- 1990년 한국여성단체협의회 올해의 여성상
- 1987년 한국외국어대학교 외대문학상 소설부분문

## 역대 선거 결과
| 실시년도 | 선거   | 대수 | 직책     | 선거구   | 정당       | 득표수       | 득표율          | 순위          | 당락 | 비고 |
| -------- | ------ | ---- | -------- | -------- | ---------- | ------------ | --------------- | ------------- | ---- | ---- |
| 2012년   | 총선   | 19대 | 국회의원 | 비례대표 | 민주통합당 | 7,777,123 표 | \| \| 36.45% \| | 비례대표 21번 |      | 초선 |
|          | 36.45% |      |          |          |            |              |                 |               |      |      |

## 저서
- 《참 좋다! 통일 세상》 (황소걸음, 2003년) 박재동 그림
- 《어머니, 하나된 조국에 살고 싶어요》 (돌베개, 1990년)
- 《어머니, 하나된 조국에 살고 싶어요 :림수경 항소리유서》 (평양출판사, 1991년)

## 가족 관계
- 아버지 : 임판호( ~ 2021년 12월 23일)[25]
- 어머니 : 김정은[25]
- 형제동생 : 임용훈, 임윤경[25]

## 같이 보기
- 주체사상파
- 조국통일범민족청년학생연합
- 남북통일
- 대한민국의 정치
- 월북
- 386 세대
- 대한민국 제19대 국회의원 선거 민주통합당 후보 목록#비례대표